# 박석호 (축구인)
박석호(한국 한자: 朴石浩, 1961년 5월 20일 ~ )는 대한민국의 전 축구 선수이며, 포지션은 골키퍼였다.